# Кирхберг-ан-дер-Раб
Кирхберг-на-Рабе (нем. Kirchberg an der Raab) — коммуна в Австрии, окружной центр, расположен в федеральной земле Штирия.
Входит в состав округа Зюдостштайермарк. Население составляет 1904 человека (на 31 декабря 2005 года). Занимает площадь 16,71 км².

## Политическая ситуация
Бургомистр коммуны — Флориан Гёллес (АНП) по результатам выборов 2005 года.
Совет представителей коммуны (нем. Gemeinderat) состоит из 15 мест.
- АНП занимает 12 мест.
- СДПА занимает 2 места.
- АПС занимает 1 место.